# ルジャ・イグナトバ
ルジャ・イグナトバ（ブルガリア語: Ружа Пламенова Игнатова、ローマ字表記:  Ruža Plamenova Ignatova、「Ruga Ignatova」と音訳されることもある、1980年5月30日 - ）は、2019年に詐欺罪で有罪判決を受けたブルガリア生まれのドイツ人起業家・研究者。
彼女はワンコインとして知られる詐欺的な暗号通貨スキームの創始者として最もよく知られており、イギリスのタイムズ紙はこれを「史上最大の詐欺の一つ」と評している。 彼女は2019 年のBBCポッドキャスト シリーズ「The Missing Cryptoqueen」と 2022 年の同名の本の主題となっている。

## 青年期
ルジャ・イグナトバは1980年にブラガリア人民共和国(現在のブルガリア)のルセでロマ人の家庭に生まれた。イグナトバは10歳のときに家族とともにドイツに移住し、幼少期の一時期をバーデン・ヴュルテンベルク州のシュランベルクで過ごした。彼女がイギリスのオックスフォード大学で学んだ可能性があるという主張では、コース、入学日の詳細は示されていない。
2005年に、ドイツのコンスタンツ大学で論文「Art」で国際私法の博士号を取得した。5番 1 EuGVO – Chancen und Perspektiven der Reform des Gerichtsstands am Erfüllungsort、法の抵触における法律原因について議論した。彼女はマッキンゼー・アンド・カンパニーでも働いていたと伝えられている。

## 犯罪
2012年に彼女は父親であるプラメン・イグナトフによる会社買収に関連してドイツで詐欺罪で有罪判決を受けたが、その直後に疑わしい状況で破産宣告を受けた。彼女には懲役14か月の執行猶予付き判決が言い渡された。
2013年に彼女はBigCoinと呼ばれるマルチレベルマーケティング詐欺に関与したとされている。2014年に彼女はOneCoinと呼ばれるねずみ講を設立した。

## 捜査と逃亡
2017年10月25日にイグナトバはワンコインに関する警察の捜査強化についての密告を受けて逃亡した。
2018年７月にはワンコインの共同設立者であるカール・セバスチャン・グリーンウッドがタイで逮捕されて米国に移送され、2022年12月に詐欺とマネーロンダリングの罪を認め、2023年9月12日に禁固20年の判決を受けた。
2019年には彼女の弟であるコンスタンチン・イグナトフもこの計画に関連した詐欺とマネーロンダリングの罪を認めた。
2022年にドイツのダルムシュタットの検察当局は、マネーロンダリングの疑いで「ノイ・イーゼンブルク出身の弁護士」の捜査を認めた。2016年にイグナトバが個人口座の1つに769万ユーロを送金した疑いがある事がわかった。
2022年1月に警察はアパートやヴァイルブルク、バーデンバーデン、フランクフルト・アム・マイン、バート・ホンブルク、ノイ・イーゼンブルク、ファイインゲンの7カ所に構えているオフィスに家宅捜索を行った。
その後、ノルトライン・ヴェストファーレン州警察とドイツ連邦刑事警察は、イグナトバを詐欺容疑で捜索していると発表した。連邦刑事警察局は、逮捕につながる情報に対して5,000ユーロの報奨金を支払うと発表した。 また、インターポールとユーロポールもイグナトバを指名手配した。
米連邦捜査局はイグナトバをFBI最重要指名手配逃亡者10人リストに追加し、IRS刑事捜査局とニューヨーク州南部地区連邦検事局との共同記者会見で発表した。FBIは、ポッドキャストとYouTubeシリーズ「Inside the FBI」のエピソードでイグナトバとワンコイン事件を特集した。 
現在、彼女の逮捕につながる情報に対してはアメリカ国務省が国際組織犯罪報奨金プログラムに基づき、最大500万ドルの報奨金を設定している。

## 死亡説
ブルガリアの調査報道サイト「バード」が発表した報告書によると、イグナトバは2018年11月に「タキ」としても知られるブルガリアの麻薬王フリストフォロス・アマナティディスの命令により殺害された可能性があるという。殺人の動機はアマナティディスのワンコイン詐欺への関与を隠蔽することであったとされる。
殺人容疑者のフリスト・フリストフはブルガリア人で、現在麻薬密売の罪でオランダの刑務所で服役中である。
報告書によると、アマナティディスの義理の兄弟がイグナトバはイオニア海のヨット上で殺害され、遺体はバラバラにされて船外に遺棄されたと話しており、アマナティディスの仕事仲間やブルガリア当局の関係者もその可能性が高いと考えているという。
また、報告書を作成したディミタール・ストヤノフによると、アマナティディスの仕事仲間であり、ICPOの手配犯であったブルガリア人の犯罪組織のボスであるクラシミール・カメノフが2022年の後半にCIAとアマナティディスがイグナトバを殺害した件について会談したという。アマナティディスはイグナトバの前で違法ビジネスの話をしており、カメノフがそれをとがめると彼女の殺害をほのめかしたという。なお、カメノフは2023年5月25日に南アフリカ共和国のケープタウンの自宅で何者かにより射殺されている。
アマナティディスは現在ブルガリア当局の目を逃れてアラブ首長国連邦のドバイに居住していると言われている
しかし、FBI特別捜査官ポール・ロバーツへの2022年のインタビューでは、イグナトバに対する同局の捜査は「彼女がまだ生きている」という仮定の下で行われており、その考えに反論する「情報はない」と述べている。